# Pla galàctic

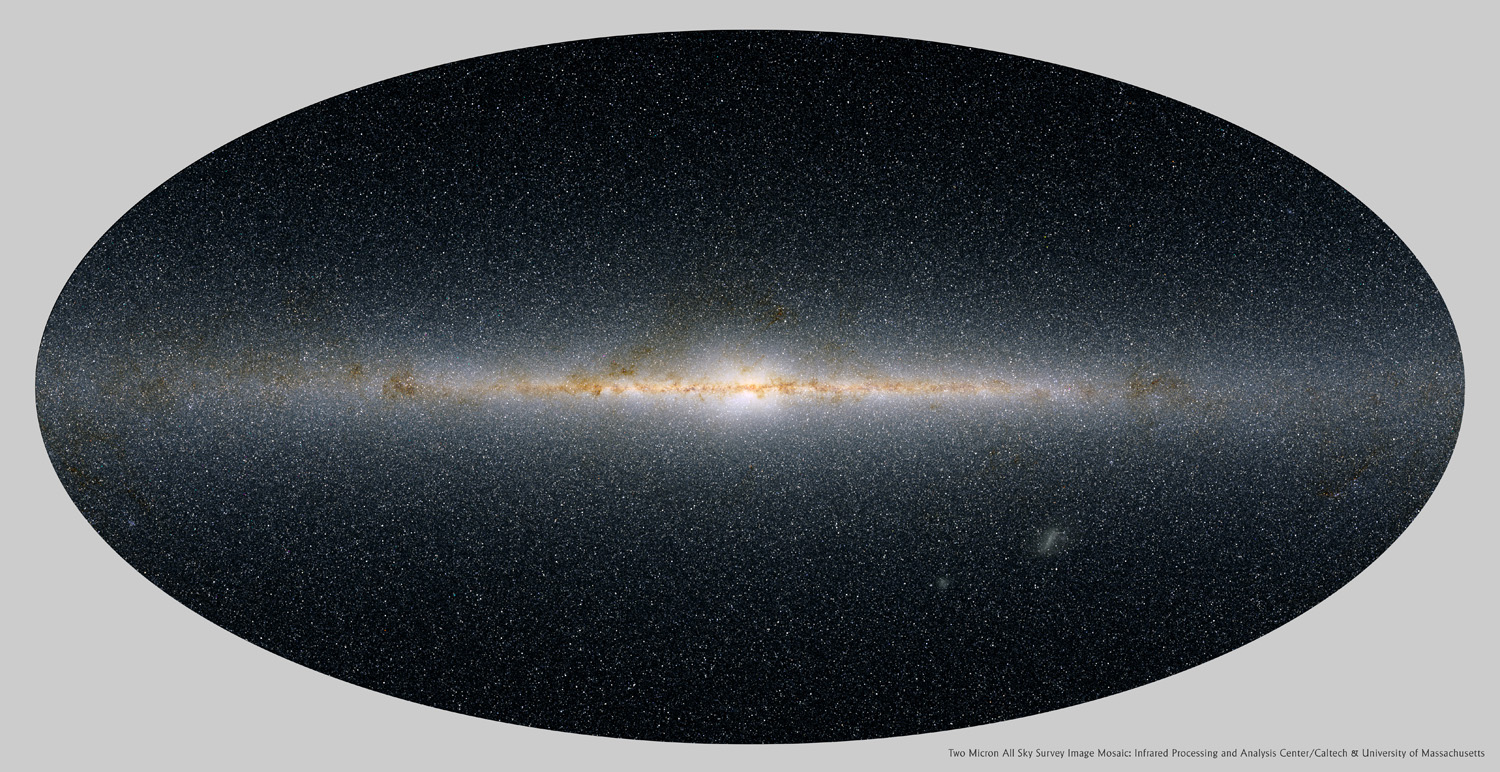
Imatge del pla galàctic

En astronomia, el pla galàctic és el pla situat al mig de la zona anomenada disc de la galàxia, on es troba la major part de les estrelles d'una galàxia, com el cas de les galàxies espirals. Aquest pla passa pel centre de massa de la galàxia. En traçar una perpendicular a aquest pla ens donaria dos pols, el nord i el sud.
En el cas de la Via Làctia els pols serien:
- El pol nord galàctic correspon a la direcció de la constel·lació de la Cabellera de Berenice, prop de l'estrella α Bootis (Arcturus) ;
- El pol sud galàctic correspon a la direcció de la constel·lació de l'Escultor.